# Kalix
Kalix est une localité de la commune de Kalix, dont elle est le siège, dans le comté de Norrbotten en Suède.
Sa population était de 8395 habitants en 2019.